# Чибизовка (Борисоглебский городской округ)
Чибизовка — посёлок в Воронежской области.
Входит в Борисоглебский городской округ.

## География

### Улицы
- ул. Московская.

## Население
| 2010 |
| ---- |
| 86   |